# Sōtarō Fujiwara
Sōtarō Fujiwara (藤原 崇太郎, Fujiwara Sōtarō), né le 27 avril 1998 à Nishiwaki, est judoka japonais. Il combat dans la catégorie des moins de 81 kg, poids mi-moyens. Il compte deux médailles internationales à son palmarès, l'or des championnats d'Asie 2017 et l'argent des championnats du monde 2018.

## Palmarès
Dans la catégorie des moins de 81 kg, il remporte le titre de champion d'Asie de Judo en 2017. Sōtarō Fujiwara participe aux championnats du monde de judo 2018, où il remporte une médaille d'argent dans la catégorie des moins de 81 kilos, battu par l'Iranien Saeid Mollaei au golden score.

### Compétitions internationales
| Année | Compétition           | Lieu      | Résultat | Catégorie      |
| ----- | --------------------- | --------- | -------- | -------------- |
| 2017  | Championnats d'Asie   | Hong Kong | 1re      | moins de 81 kg |
| 2018  | Championnats du monde | Bakou     | 2e       | moins de 81 kg |

### Tournois Grand Chelem et Grand Prix
| Année | Compétition  | Lieu          | Résultat | Catégorie      |
| ----- | ------------ | ------------- | -------- | -------------- |
| 2018  | Grand Chelem | Paris         | 1er      | moins de 81 kg |
| 2018  | Grand Chelem | Ekaterinbourg | 1er      | moins de 81 kg |
| 2018  | Grand Prix   | Zagreb        | 3e       | moins de 81 kg |
| 2019  | Grand Chelem | Düsseldorf    | 1re      | moins de 81 kg |
| 2019  | Grand Chelem | Osaka         | 2e       | moins de 81 kg |
| 2019  | Grand Prix   | Hohhot        | 2e       | moins de 81 kg |
| 2020  | Grand Chelem | Paris         | 3e       | moins de 81 kg |
| 2021  | Grand Chelem | Paris         | 3e       | moins de 81 kg |
| 2022  | Grand Chelem | Paris         | 1er      | moins de 81 kg |
| 2022  | Grand Chelem | Tokyo         | 3e       | moins de 81 kg |
| 2024  | Grand Chelem | Astana        | 3e       | moins de 81 kg |